# Morti nel 2015/Aprile
| Questa pagina contiene informazioni ricavate automaticamente dalle voci biografiche con l'ausilio del template Bio e di un bot. L'aggiornamento è periodico e automatico e ricostruisce completamente la pagina. Se manca una persona in questa lista, sei pregato di non aggiungerla, ma accertati piuttosto che la sua voce biografica contenga il template Bio e che i dati anagrafici siano correttamente compilati. Se il template Bio manca, inseriscilo tu stesso o, in alternativa, metti l'avviso {{tmp\|Bio}} che ne segnala la mancanza. Se i dati riportati sono sbagliati, correggi direttamente la voce biografica; le modifiche saranno visibili in questa lista entro pochi giorni. Per chiarimenti vedi il progetto biografie. La lista contiene solo le 173 persone che sono citate nell'enciclopedia e per le quali è stato implementato correttamente il template Bio. Pagina aggiornata al 18 giu 2025. |

- 1º aprile - Zdravko-Ćiro Kovačić, pallanuotista jugoslavo (n. 1925)
- 1º aprile - Eddie LeBaron, giocatore di football americano statunitense (n. 1930)
- 1º aprile - Cynthia Powell, artista e saggista britannica (n. 1939)
- 1º aprile - Misao Okawa, supercentenaria giapponese (n. 1898)
- 1º aprile - Nicolae Rainea, arbitro di calcio rumeno (n. 1933)
- 1º aprile - Beatriče Žbona Trkman, archeologa jugoslava (n. 1949)
- 2 aprile - Luis Delgado Aparicio, politico peruviano (n. 1940)
- 2 aprile - Per Vilhelm Brüel, fisico e imprenditore danese (n. 1915)
- 2 aprile - Wally Cassell, attore italiano (n. 1912)
- 2 aprile - Adolfo Lubnicki, cestista argentino (n. 1933)
- 2 aprile - Hayley Okines, attivista britannica (n. 1997)
- 2 aprile - Giampiero Rubei, imprenditore e direttore artistico italiano (n. 1940)
- 2 aprile - Alberto Ricardo da Silva, vescovo cattolico est-timorese (n. 1943)
- 2 aprile - Steve Stevaert, politico belga (n. 1954)
- 2 aprile - Tom Towles, attore statunitense (n. 1950)
- 2 aprile - Manoel de Oliveira, regista e sceneggiatore portoghese (n. 1908)
- 3 aprile - Bob Burns, batterista statunitense (n. 1950)
- 3 aprile - Raúl Gorriti, calciatore peruviano (n. 1956)
- 3 aprile - Andrew Porter, critico musicale e organista britannico (n. 1928)
- 3 aprile - Robert Rietti, attore e regista italiano (n. 1923)
- 4 aprile - Ramón Barreto, arbitro di calcio uruguaiano (n. 1939)
- 4 aprile - Elmer Lach, hockeista su ghiaccio canadese (n. 1918)
- 4 aprile - Gustavo Minervini, giurista e politico italiano (n. 1923)
- 4 aprile - Klaus Rifbjerg, scrittore e sceneggiatore danese (n. 1931)
- 5 aprile - Richard Dysart, attore statunitense (n. 1929)
- 5 aprile - Akira Machida, giurista giapponese (n. 1936)
- 5 aprile - Bice Minori, costumista italiana (n. 1923)
- 5 aprile - Julie Wilson, cantante e attrice statunitense (n. 1924)
- 6 aprile - Juan Arredondo, cestista e allenatore di pallacanestro cileno (n. 1918)
- 6 aprile - Giovanni Berlinguer, politico e medico italiano (n. 1924)
- 6 aprile - James Best, attore statunitense (n. 1926)
- 6 aprile - Franco Bonato, tiratore a volo italiano (n. 1925)
- 6 aprile - José Ferdinando Puglia, calciatore brasiliano (n. 1937)
- 6 aprile - Ciro Giorgini, critico cinematografico e autore televisivo italiano (n. 1952)
- 6 aprile - Mario Gulinelli, dirigente sportivo, giornalista e traduttore italiano (n. 1938)
- 6 aprile - Cosimo Malacari, calciatore italiano (n. 1933)
- 6 aprile - Art Powell, giocatore di football americano statunitense (n. 1937)
- 6 aprile - Vitantonio Sirago, storico e filologo italiano (n. 1920)
- 6 aprile - Dave Ulliott, giocatore di poker inglese (n. 1954)
- 6 aprile - Gertrude Weaver, supercentenaria statunitense (n. 1898)
- 7 aprile - Giuseppe Bertani, biologo italiano (n. 1923)
- 7 aprile - Lanfranco Colombo, fotografo e gallerista italiano (n. 1924)
- 7 aprile - Harry Dowd, calciatore inglese (n. 1938)
- 7 aprile - Stan Freberg, attore, doppiatore e regista statunitense (n. 1926)
- 7 aprile - Angelo Frigerio, conduttore radiofonico, insegnante e attore svizzero (n. 1920)
- 7 aprile - Richard Henyekane, calciatore sudafricano (n. 1983)
- 7 aprile - Kardam, principe di Tarnovo, principe bulgaro (n. 1962)
- 7 aprile - Geoffrey Lewis, attore statunitense (n. 1935)
- 7 aprile - Vittorio Naldini, politico e sindacalista italiano (n. 1923)
- 7 aprile - Salvatore Natoli, politico italiano (n. 1926)
- 8 aprile - Giorgio Salvini, fisico e politico italiano (n. 1920)
- 8 aprile - Joel Shankle, ostacolista statunitense (n. 1933)
- 8 aprile - Lars Tunbjörk, fotografo svedese (n. 1956)
- 8 aprile - Jean-Claude Turcotte, cardinale e arcivescovo cattolico canadese (n. 1936)
- 9 aprile - Nina Companeez, sceneggiatrice e regista francese (n. 1937)
- 9 aprile - Ivan Doig, scrittore statunitense (n. 1939)
- 10 aprile - Raúl Héctor Castro, politico e diplomatico statunitense (n. 1916)
- 10 aprile - Lauren Hill, cestista statunitense (n. 1995)
- 10 aprile - Judith Malina, regista teatrale, attrice e scrittrice statunitense (n. 1926)
- 10 aprile - Georg Monsen, allenatore di calcio e calciatore norvegese (n. 1922)
- 10 aprile - Rose Francine Rogombé, politica gabonese (n. 1942)
- 10 aprile - Ray Treacy, allenatore di calcio e calciatore irlandese (n. 1946)
- 11 aprile - Charles Beasley, cestista statunitense (n. 1945)
- 11 aprile - Nico Henri Frijda, psicologo e docente olandese (n. 1927)
- 11 aprile - Adelina Gutiérrez, astrofisica cilena (n. 1925)
- 12 aprile - Ibrahim Sulayman Muhammad Arbaysh, terrorista saudita (n. 1979)
- 12 aprile - Noël De Pauw, ciclista su strada e pistard belga (n. 1942)
- 12 aprile - Patrice Dominguez, tennista francese (n. 1950)
- 12 aprile - François Maspero, scrittore e traduttore francese (n. 1932)
- 12 aprile - Nando Paduano, cantante italiano (n. 1946)
- 13 aprile - Gerald Calabrese, cestista e politico statunitense (n. 1925)
- 13 aprile - Ronnie Carroll, cantante britannico (n. 1934)
- 13 aprile - Eduardo Galeano, scrittore, giornalista e saggista uruguaiano (n. 1940)
- 13 aprile - Günter Grass, scrittore, poeta e saggista tedesco (n. 1927)
- 13 aprile - Nedda Guidi, ceramista, scultrice e pittrice italiana (n. 1927)
- 13 aprile - Mária Gulácsy, schermitrice ungherese (n. 1941)
- 13 aprile - Thelma Coyne Long, tennista australiana (n. 1918)
- 13 aprile - Alberto Marchetti, calciatore italiano (n. 1920)
- 13 aprile - Herb Trimpe, fumettista statunitense (n. 1939)
- 14 aprile - Majid Rahnema, diplomatico iraniano (n. 1924)
- 14 aprile - Augusto Rembado, giornalista italiano (n. 1956)
- 14 aprile - Ivan Šantek, calciatore jugoslavo (n. 1932)
- 14 aprile - Arnold Schütz, calciatore tedesco (n. 1935)
- 14 aprile - Percy Sledge, musicista e cantante statunitense (n. 1940)
- 14 aprile - Roberto Tucci, cardinale italiano (n. 1921)
- 15 aprile - Franco Busetto, politico e partigiano italiano (n. 1921)
- 15 aprile - Jonathan Crombie, attore e doppiatore canadese (n. 1966)
- 15 aprile - Borislav Ćurčić, cestista e allenatore di pallacanestro jugoslavo (n. 1932)
- 15 aprile - Ugo De Vivo, politico italiano (n. 1947)
- 15 aprile - Oleh Kalašnikov, politico ucraino (n. 1962)
- 15 aprile - Felice Leonardo, vescovo cattolico italiano (n. 1915)
- 15 aprile - Alexander Nadson, presbitero bielorusso (n. 1926)
- 15 aprile - Luis Ortega Álvarez, giurista spagnolo (n. 1953)
- 15 aprile - Surya Bahadur Thapa, politico nepalese (n. 1928)
- 15 aprile - Tadahiko Ueda, calciatore giapponese (n. 1947)
- 16 aprile - Oles' Buzyna, giornalista ucraino (n. 1969)
- 16 aprile - Driss Bamous, calciatore, dirigente sportivo e militare marocchino (n. 1942)
- 16 aprile - Livio Forma, giornalista italiano (n. 1942)
- 16 aprile - Stanislav Gross, politico ceco (n. 1969)
- 16 aprile - Heino Kleiminger, calciatore tedesco orientale (n. 1939)
- 16 aprile - Giuseppe Zigaina, pittore e saggista italiano (n. 1924)
- 17 aprile - Riccardo Allorto, musicologo e insegnante italiano (n. 1921)
- 17 aprile - Renato Altissimo, politico e imprenditore italiano (n. 1940)
- 17 aprile - Giulio Cozzari, politico italiano (n. 1940)
- 17 aprile - Francis Eugene George, cardinale e arcivescovo cattolico statunitense (n. 1937)
- 17 aprile - Viktor Koršunov, attore sovietico (n. 1929)
- 17 aprile - Jack Rieley, imprenditore, produttore discografico e disc jockey statunitense (n. 1942)
- 17 aprile - Ann Stepan, politica statunitense (n. 1943)
- 18 aprile - Lando Cosi, rugbista a 15 e allenatore di rugby a 15 italiano (n. 1924)
- 18 aprile - Fiorenzo Mancini, geologo italiano (n. 1922)
- 18 aprile - Mario Pirani, giornalista, economista e scrittore italiano (n. 1925)
- 18 aprile - Erwin Waldner, calciatore tedesco (n. 1933)
- 19 aprile - Nobuo Kaihō, cestista, allenatore di pallacanestro e dirigente sportivo giapponese (n. 1941)
- 19 aprile - Bernard Stollman, imprenditore e avvocato statunitense (n. 1929)
- 19 aprile - Elio Toaff, rabbino italiano (n. 1915)
- 20 aprile - Gilberto Almeida, pittore ecuadoriano (n. 1928)
- 20 aprile - Richard Anthony, cantante francese (n. 1938)
- 20 aprile - Luigi Boille, pittore italiano (n. 1926)
- 20 aprile - Doug Buffone, giocatore di football americano statunitense (n. 1944)
- 20 aprile - Hassan El-Shazly, allenatore di calcio e calciatore egiziano (n. 1943)
- 20 aprile - Albert Kalonij, politico della Repubblica Democratica del Congo (n. 1929)
- 20 aprile - Bob St. Clair, giocatore di football americano statunitense (n. 1931)
- 21 aprile - M.H. Abrams, critico letterario statunitense (n. 1912)
- 21 aprile - Riccardo Filippi, ciclista su strada e pistard italiano (n. 1931)
- 21 aprile - Bahtiër Hudojnazarov, regista e sceneggiatore tagiko (n. 1965)
- 21 aprile - Ferenc Konrád, pallanuotista ungherese (n. 1945)
- 21 aprile - Donato Leoni, produttore cinematografico italiano (n. 1937)
- 21 aprile - John Moshoeu, calciatore sudafricano (n. 1965)
- 21 aprile - Nasser bin Ali al-Ansi, terrorista yemenita (n. 1975)
- 22 aprile - Bruno Marraffa, fumettista italiano (n. 1935)
- 22 aprile - Aldo Policardi, direttore di coro e violinista italiano (n. 1921)
- 22 aprile - Gerhard Wehr, teologo tedesco (n. 1931)
- 23 aprile - Aziz Asli, calciatore iraniano (n. 1938)
- 23 aprile - Richard Corliss, giornalista statunitense (n. 1944)
- 23 aprile - Giuseppe Lavaggi, giurista italiano (n. 1915)
- 24 aprile - Władysław Bartoszewski, storico, giornalista e politico polacco (n. 1922)
- 24 aprile - Garibaldo Benifei, partigiano, politico e antifascista italiano (n. 1912)
- 24 aprile - Ken Birch, allenatore di calcio e calciatore inglese (n. 1933)
- 24 aprile - Hans Krämer, filosofo e filologo classico tedesco (n. 1929)
- 24 aprile - Herbert Ninaus, calciatore austriaco (n. 1937)
- 24 aprile - Guy Soulié, astronomo francese (n. 1920)
- 25 aprile - Karl-Otto Alberty, attore tedesco (n. 1933)
- 25 aprile - Paolo Galletti, nuotatore e pittore italiano (n. 1937)
- 25 aprile - Jiří Hledík, calciatore cecoslovacco (n. 1929)
- 25 aprile - Mike Phillips, cestista statunitense (n. 1956)
- 25 aprile - Pasquale Villani, storico italiano (n. 1924)
- 26 aprile - Abraham Hoffman, cestista israeliano (n. 1938)
- 26 aprile - Jayne Meadows, attrice statunitense (n. 1919)
- 26 aprile - Marcel Pronovost, hockeista su ghiaccio e allenatore di hockey su ghiaccio canadese (n. 1930)
- 26 aprile - Gustavo Tomsich, scrittore, poeta e giornalista italiano (n. 1924)
- 27 aprile - Mirella Bartolotti, politica e storica italiana (n. 1931)
- 27 aprile - Jean Bengué, cestista e politico centrafricano (n. 1942)
- 27 aprile - Suzanne Crough, attrice televisiva e doppiatrice statunitense (n. 1963)
- 27 aprile - Gene Fullmer, pugile statunitense (n. 1931)
- 27 aprile - Verne Gagne, wrestler e giocatore di football americano statunitense (n. 1926)
- 27 aprile - Andrew Lesnie, direttore della fotografia australiano (n. 1956)
- 27 aprile - Alexander Rich, biologo e biofisico statunitense (n. 1924)
- 27 aprile - Rolf Smedvig, trombettista statunitense (n. 1952)
- 27 aprile - Chris Turner, allenatore di calcio e calciatore inglese (n. 1951)
- 28 aprile - Antônio Abujamra, attore e regista televisivo brasiliano (n. 1932)
- 28 aprile - Duri Camichel, hockeista su ghiaccio svizzero (n. 1982)
- 28 aprile - Vicente Mondéjar Piccio, generale filippino (n. 1927)
- 28 aprile - Yoshihiko Ōsaki, nuotatore giapponese (n. 1939)
- 29 aprile - Giovanni Canestri, cardinale e arcivescovo cattolico italiano (n. 1918)
- 29 aprile - Marjory Gordon, infermiera, docente e scrittrice statunitense (n. 1931)
- 29 aprile - Nicholas Gruner, presbitero, scrittore e teologo canadese (n. 1942)
- 29 aprile - Valmir Louruz, allenatore di calcio brasiliano (n. 1944)
- 29 aprile - Vardan Militosyan, sollevatore sovietico (n. 1950)
- 30 aprile - Hyon Yong-chol, generale e politico nordcoreano (n. 1949)
- 30 aprile - Ben E. King, cantautore statunitense (n. 1938)
- 30 aprile - Gregory Mertens, calciatore belga (n. 1991)
- 30 aprile - Patachou, cantante e attrice francese (n. 1918)
- 30 aprile - Nigel Terry, attore britannico (n. 1945)